# Xipe-Totec

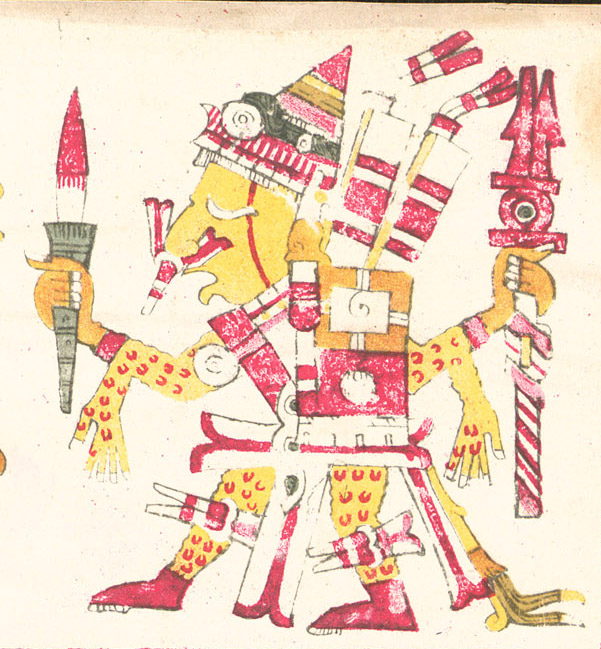
Raffigurazione di Xipe Totec nel Codice Borgia

Xipe-Totec ("Nostro Signore lo Scorticato"), era una divinità mixteca, in origine chiamata semplicemente Xipe, assimilata poi alla mitologia azteca. Era una divinità che presiedeva alla rinascita, al passaggio dalla morte alla vita e viceversa, dio dell'agricoltura, dell'oriente, delle malattie, della primavera, dei fabbri e delle stagioni. Si tolse la pelle per dare nutrimento all'umanità, simboleggiando il seme del mais, che perde la scorza esterna per poter germogliare. Veniva raffigurato senza pelle, come un dio dorato, oppure con una seconda pelle umana.

## Il culto
Il culto di questo dio fu adottato dagli Aztechi durante il regno di Axayacatl (1469–1481).
Ogni anno, durante il Tlacaxipehualiztli, secondo mese rituale dell'anno azteco che cadeva all'equinozio di primavera, venivano fatti festeggiamenti in onore di Xipe Totec con sacrifici umani. Si costringevano schiavi e prigionieri a combattere in tornei chiamati Tlahuahuanaliztli. 
A quelli che perdevano il combattimento veniva tolto il cuore e rimossa la pelle, che, tinta di giallo (chiamata teocuitlaquemitl ovvero "abito d'oro") era poi indossata dai vincitori.

## Templi di Xipe Totec
Gli orafi aztechi costruirono svariati templi dedicati a Xipe Totec, in particolare quello principale di Yopico. La prima iconografia del dio, invece, ci viene dal tempio a Xolalpan.
Sembra che la Cattedrale di Città del Messico sorga sul tempio demolito di Xipe a Tenochtitlán.
Si ritiene che il tempio emerso dagli scavi di Ndachjian, nella città di Tehuacán, fosse dedicato a questa divinità.